# Enrico Brignano
Enrico Brignano (Roma, 18 maggio 1966) è un comico, cabarettista, showman, attore e regista teatrale italiano.

## Biografia
Nato a Roma nella zona di Dragona, il padre Antonino era nato in Tunisia ma di origini siciliane, mentre la madre Anna era di Palombaro, in provincia di Chieti. Brignano ha frequentato l’istituto professionale di Stato per l'industria e l'artigianato (IPSIA) Locatelli di Roma  e poi il laboratorio di esercitazioni sceniche di Gigi Proietti. Partecipa come comico e barzellettiere alla prima edizione del programma La sai l'ultima?, in onda su Canale 5. Nel 1992 è ospite nella prima edizione del programma televisivo Scherzi a parte condotto da Teo Teocoli e Gene Gnocchi.
Dal 1998 al 2000 interpreta il ruolo di Giacinto in Un medico in famiglia; la serie TV gli offre una maggiore visibilità e soprattutto un riconoscimento da parte del pubblico che lo segue anche in teatro; del 1999 è il primo spettacolo tutto suo, Io per voi un libro aperto, da Ostia Antica, trasmesso in diretta anche da Mediaset su Canale 5. Nel 2000 gira il suo primo film da regista e protagonista Si fa presto a dire amore, al fianco di Vittoria Belvedere. Inizia l'ascesa nel mondo dello spettacolo grazie alle tournée estive di teatro e cabaret e nel 2001 Carlo Vanzina lo sceglie per il ruolo di Francesco nel film South Kensington, dove recita al fianco di Rupert Everett.
Interrompe la carriera cinematografica per dedicarsi maggiormente alla sua vera passione, il teatro, e così scrive e interpreta diversi spettacoli prima di tornare nuovamente sul grande schermo al fianco di Vincenzo Salemme e Giorgio Panariello con i quali girerà altri film negli anni successivi. Nel 2007 conduce un quiz su Rai 2, dal titolo Pyramid, con Debora Salvalaggio. Dal 2007 al 2011 fa parte del cast dei comici di Zelig. Nel 2008 interpreta una piccola parte nel film Asterix alle Olimpiadi, e insieme a Fiorello e Fabrizio Frizzi, ha partecipato ad un progetto a sfondo benefico per realizzare un centro di supporto ai bambini affetti da gravi patologie e alle loro famiglie.
Nel 2010 interpreta a teatro il ruolo di Rugantino, opera del 1962 di Garinei e Giovannini, ruolo che in passato hanno vestito grandi attori come Nino Manfredi, Toni Ucci, Enrico Montesano, Adriano Celentano (al cinema) e Valerio Mastandrea. Nel 2012 è guest-star nella serie televisiva I Cesaroni 5, le cui riprese sono iniziate il 14 luglio 2011. Sempre nello stesso anno è ospite nel programma Panariello non esiste e conduce Le Iene, con Ilary Blasi e Luca Argentero, quest'ultimo sostituito da Alessandro Gassmann e in seguito da Pippo Baudo e Claudio Amendola.
Inoltre è una seconda volta ospite (e vittima) a Scherzi a parte, condotto questa volta da Luca Bizzarri e Paolo Kessisoglu. Sabato 28 aprile 2012 ha fatto parte della giuria speciale nel talent show Amici di Maria De Filippi. Grazie al successo ottenuto dal suo primo monologo, sarà presente nel programma in tutte le serate successive in veste di comico. Il 19 maggio durante la finale all'Arena di Verona condanna gli assassini dell'attentato alla scuola di Brindisi: “Non siete uomini e non siete nemmeno bestie perché loro queste atrocità non le commettono. Mi auguro che finiate nella caldaia dell'Inferno”.
Il 17 agosto 2013 riceve a Catanzaro il "Riccio d'argento" della 27ª edizione di Fatti di musica per il nuovo spettacolo Il meglio d'Italia. Sempre nel 2013 viene scelto per doppiare il pupazzo di neve parlante Olaf nel film Disney Frozen - Il regno di ghiaccio. Dal 28 febbraio 2014 conduce per quattro venerdì il programma su Rai 1 Il meglio d'Italia.
Dopo aver fatto il giurato a 60 Zecchini e Italia's Got Talent ed essere stato una presenza costante a Che tempo che fa, nel 2020 su Rai 2 lancia Un'ora sola vi vorrei, one man show che riprende il suo spettacolo teatrale partito nel 2019 e al quale partecipa anche la compagna Flora Canto. Due anni dopo su Prime Video viene pubblicato un suo spettacolo registrato all'Auditorium Parco della Musica di Roma dopo lo stop dovuto alla pandemia COVID-19. Nello stesso periodo torna a teatro con un nuovo show, Ma ... diamoci del tu!. Lo spettacolo viene riproposto anche negli anni seguenti e nel 2024 si allarga ai palcoscenici di diverse paesi stranieri (Paesi Bassi, Germania, Gran Bretagna, Francia, Belgio, Svizzera e Spagna).
Nel gennaio del 2024 la Rai omaggia oltre trent'anni della sua carriera artistica con la messa in onda di Enricomincio da me e Tutto suo padre… e anche un po' sua madre, show tratti da due suoi vecchi spettacoli teatrali. A inizio 2025 invece su Rai 2 viene trasmesso Ma... diamoci del tour! in Europa, tratto sempre dal suo precedente tour nei teatri all’estero. Prende poi parte insieme alla moglie a Lol - Chi ride è fuori su Prime Video e ad aprile su Rai 2 va in onda Ma … diamoci del tu! che riprende ancora il suo spettacolo teatrale.

## Vita privata
Nel 2008 sposa la ballerina Bianca Pazzaglia, dalla quale si separa nel 2013. Nel 2014 si fidanza con l'attrice e conduttrice Flora Canto, da cui ha avuto due figli, Martina, nata l'11 febbraio 2017 e Niccolò, nato il 18 luglio 2021. La coppia si è sposata il 30 luglio 2022 con una cerimonia tenuta presso l’hotel la Posta Vecchia a Palo Laziale (Ladispoli) che ha contato 150 invitati; tra le testimoni della sposa ci fu Tosca D'Aquino.
È tifoso della Lazio.

## Filmografia

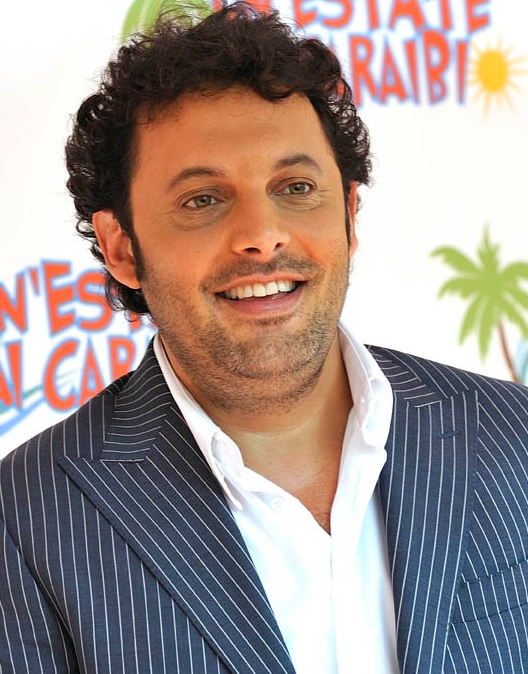
Enrico Brignano alla presentazione di Un'estate ai Caraibi (2009)

### Attore

#### Cinema
- Ambrogio, regia di Wilma Labate (1992)
- Miracolo italiano, regia di Enrico Oldoini (1994)
- In barca a vela contromano, regia di Stefano Reali (1997)
- La bomba, regia di Giulio Base (1999)
- Si fa presto a dire amore, regia di Enrico Brignano (2000)
- South Kensington, regia di Carlo Vanzina (2001)
- SMS - Sotto mentite spoglie, regia di Vincenzo Salemme (2007)
- Un'estate al mare, regia di Carlo Vanzina (2008)
- Asterix alle Olimpiadi (Astérix aux Jeux Olympiques), regia di Frédéric Forestier e Thomas Langmann (2008)
- Un'estate ai Caraibi, regia di Carlo Vanzina (2009)
- La vita è una cosa meravigliosa, regia di Carlo Vanzina (2010)
- Sharm el Sheikh - Un'estate indimenticabile, regia di Ugo Fabrizio Giordani (2010)
- Faccio un salto all'Avana, regia di Dario Baldi (2011)
- Ex - Amici come prima!, regia di Carlo Vanzina (2011)
- Ci vediamo domani, regia di Andrea Zaccariello (2013)
- Stai lontana da me, regia di Alessio Maria Federici (2013)
- Tutte lo vogliono, regia di Alessio Maria Federici (2015)
- Poveri ma ricchi, regia di Fausto Brizzi (2016)
- Poveri ma ricchissimi, regia di Fausto Brizzi (2017)
- Tutta un'altra vita, regia di Alessandro Pondi (2019)
- Da grandi, regia di Fausto Brizzi (2023)
- Una commedia pericolosa, regia di Alessandro Pondi (2023)
- Volevo un figlio maschio, regia di Neri Parenti (2023)

#### Televisione
- Le mele marce, regia di Raffaele Festa Campanile – film TV (1992)
- Per amore o per amicizia, regia di Paolo Poeti – miniserie TV (1993)
- Il maresciallo Rocca – serie TV (1996)
- Un medico in famiglia – serie TV (1998-2000)
- Sant'Antonio di Padova, regia di Umberto Marino – film TV (2002)
- Il bambino di Betlemme, regia di Umberto Marino – film TV (2002)
- Raccontami una storia, regia di Riccardo Donna – miniserie TV (2004)
- Finalmente Natale, regia di Rossella Izzo – film TV (2007)
- VIP, regia di Carlo Vanzina – film TV (2008)
- Finalmente a casa, regia di Gianfrancesco Lazotti – film TV (2008)
- Fratelli detective, regia di Giulio Manfredonia – film TV (2009)
- Fratelli detective – serie TV, 12 episodi (2011)
- Un Natale per due, regia di Giambattista Avellino – film TV (2011)
- I Cesaroni – serie TV, episodio 5x14 (2012)
- Gloria, regia di Fausto Brizzi – serie TV, episodio 1x02 (2024) - cameo

### Doppiatore
- Olaf in Frozen - Il regno di ghiaccio, Frozen Fever, Frozen - Le avventure di Olaf, Frozen II - Il segreto di Arendelle, Once Upon a Studio
- Raoul in Un mostro a Parigi
- Rob (2ª voce) e vari personaggi in Lo straordinario mondo di Gumball

## Teatro

### Attore
- A me gli occhi, please, regia di Gigi Proietti (1993-1994)
- Per amore e per diletto, regia di Gigi Proietti (1994-1995)
- Mezzefigure, regia di Gigi Proietti (1996-1997)
- Senza piombo, regia di Walter Lupo (1998-1999)
- Evviva!, regia di Pietro Garinei (2005-2006)
- Sogno di una notte di mezza estate di William Shakespeare, regia di Giorgio Albertazzi (2008)

### Attore e regista
- Io, per voi, un libro aperto (1999-2000)
- Io, per voi, un libro aperto... capitolo II (2000-2001)
- Capitolo III... e la storia continua (2001-2002)
- Mai dire mouse (2002-2003)
- Non sia mai viene qualcuno (2003-2004)
- A briglia sciolta (2005-2006)
- Brignano con la O (2006-2007)
- A sproposito di noi, regia di Enrico Brignano (2006-2009)
- Le parole che non vi ho detto (2007-2009)
- Sono romano ma non è colpa mia (2009-2010-2011)
- Rugantino (2010-2011)
- Tutto suo padre (2011-2012)
- Tutto suo padre... e un po' sua madre (2012-2013)
- Il meglio d'Italia (2013)
- Rugantino (2013-2014)
- Evolushow (2014-2015)
- Evolushow 2.0 (2015-2016)
- Enricomincio da me (dal 2016)
- Febbre da cavallo, regia con Claudio Insegno, Teatro Sistina di Roma (2017)
- Innamorato perso (2018-2019)
- Un'ora sola vi vorrei (2019)
- Ma … diamoci del tu! (2022-2024)
- I 7 re di Roma (2024-2025)
- Bello di Mamma! (2025)

## Televisione
- Club 92 – programma TV (Rai 2, 1990-1991)
- La sai l'ultima? – programma TV (Canale 5, 1993)
- Macao – programma TV (Rai 2, 1997)
- Io, per voi, un libro aperto (Canale 5, 1999)
- Zelig – programma TV (Italia 1, 1999; Canale 5, 2007-2010)
- Pyramid – programma TV (Rai 2, 2007-2008)
- Brignano con la O – programma TV (Canale 5, 2009)
- Le iene – programma TV (Italia 1, 2011-2012)
- Amici di Maria De Filippi – programma TV (Canale 5, 2012, 2023)
- Il meglio d'Italia – programma TV (Rai 1, 2014)
- 60 Zecchini – programma TV (Rai 1, 2017) - giurato
- Che tempo che fa – programma TV (Rai 2, 2019-2020; Rai 3, 2020-2021)
- Italia's Got Talent – talent show (TV8, Sky Uno, 2020) - giurato
- Un'ora sola vi vorrei – programma TV (Rai 2, 2020-2022)
- Un'ora sola vi vorrei per le feste – programma TV (Rai 2, 2020)
- Enrico Brignano - Parte Prima (Prime Video, 2022)
- Enrico Brignano - Parte Dopo (Prime Video, 2022)
- Enricomincio da me (Rai 2, 2024)
- Tutto suo padre... e anche un po' sua madre (Rai 2, 2024)
- Ma... diamoci del tour! in Europa (Rai 2, 2025)
- LOL - Chi ride è fuori (Prime Video, 2025)
- Ma … diamoci del tu! (Rai 2, 2025)

## Libri
- A sproposito di noi, Segrate, Rizzoli, 2008, ISBN 978-88-17-02674-1. (con DVD)
- Sono romano ma non è colpa mia. Dimmi se ci fai e ti dirò chi sei, Segrate, Rizzoli, 2009, ISBN 978-88-17-03593-4.
- Tutto quello che non vi ho detto... a Ostia antica, Segrate, Rizzoli, 2011, ISBN 978-88-17-04283-3. (con DVD)
- Sono romano ma non è colpa mia, Segrate, Rizzoli, 2011, ISBN 978-88-17-05131-6. (con DVD)
- Tutto suo padre, collana Di tutto di più, Segrate, Rizzoli, 2012, ISBN 978-88-17-05516-1.
- Enrico Brignano, Il meglio d'Italia. Sai qual è? Se lo sai dillo anche a me, collana Di tutto di più, illustrazioni di Gud, Segrate, Rizzoli, 2014, ISBN 978-88-17-07338-7.
- Ci siamo evoluti bene e ce ne evoleremo ancora, Segrate, Rizzoli, 2015, ISBN 978-88-17-09168-8.
- Nessun dorma... tranne lei, Segrate, Rizzoli, 2017, ISBN 978-88-17-09712-3.
- Non facciamone una tragedia, Segrate, Einaudi, 2023, ISBN 978-88-06-26337-9.